# 中国共产党云南省纪律检查委员会
中国共产党云南省纪律检查委员会，简称中共云南省纪委，是中国共产党的省级纪律检查机关，与云南省监察委员会合署办公。

## 历史沿革
1950年4月，中共云南省委决定成立中共云南省委纪律检查委员会。1955年8月30日，成立中共云南省委监察委员会。文化大革命期间，监察委员会工作瘫痪。1978年9月，重新成立中共云南省委纪律检查委员会。1983年，改称中共云南省纪律检查委员会。

## 历任领导
| 姓名   | 民族 | 任职时间               | 备注           |
| ------ | ---- | ---------------------- | -------------- |
| 李启明 | 汉族 | 1979年8月－1983年3月   | 第一书记（兼） |
| 王文玉 | 汉族 | 1979年8月－1983年3月   | 常务书记       |
| 李兴旺 | 汉族 | 1983年3月－1985年7月   |                |
| 尹俊   | 白族 | 1985年7月－1989年3月   |                |
| 罗运通 | 壮族 | 1989年3月－1990年8月   |                |
| 邱创教 | 汉族 | 1990年8月－1992年4月   |                |
| 朗大忠 | 傣族 | 1992年5月－1994年10月  |                |
| 孙淦   | 汉族 | 1994年10月－1999年7月  |                |
| 陈培忠 | 汉族 | 1999年7月－2006年11月  |                |
| 李汉柏 | 示例 | 2006年11月－2011年10月 |                |
| 辛维光 | 示例 | 2011年10月－2015年3月  |                |
| 张硕辅 | 汉族 | 2015年4月－2016年12月  |                |
| 陆俊华 | 汉族 | 2016年12月－2018年6月  |                |
| 冯志礼 | 汉族 | 2018年7月－            |                |